# Bad Goisern am Hallstättersee
Bad Goisern am Hallstättersee je mesto v Zgornji Avstriji (Avstrija) v okraju Gmunden. Znano je tudi po tradicionalnem ročnem izdelovanju gorskih pohodnih čevljev (čevlji Goisern, pogovorno slovensko: gojzerji ali gojzarji).

## Znane osebnosti iz Bad Goiserna
- Hubert von Goisern (* 1952)
- Jörg Haider (1950-2008)
- Ursula Haubner (* 1945)